# Franz Pelikan
Franz Pelikan est un footballeur autrichien né le 6 novembre 1925 et mort le 21 mars 1994. Il évoluait au poste de gardien de but.

## Biographie
Il joue dans un seul club durant sa carrière, le SC Wacker Vienne.
International, il reçoit 6 sélections en équipe d'Autriche de 1947 à 1956. Il fait partie de l'équipe autrichienne lors de la Coupe du monde 1954.

## Carrière
- ?-? :  SC Wacker Vienne[2]

## Palmarès

### En sélection
- Troisième de la Coupe du monde en 1954